# Lista över fornlämningar i Lunds kommun
Lista över fornlämningar i Lunds kommun är en förteckning av ett urval av de fornlämningar som finns i Lunds kommun.

## Bonderup
| Namn                                            | Lämningstyp  | Tillkomsttid | Historisk indelning | Plats | Läge                 | ID-nr          | Bild                                      |
| ----------------------------------------------- | ------------ | ------------ | ------------------- | ----- | -------------------- | -------------- | ----------------------------------------- |
| Bonderup 3:1                                    | Hög          |              | Bonderup, Skåne     |       | 55.651982, 13.394077 | 10119300030001 | Ladda upp en bild av detta fornminne      |
| Alnarör (Bonderup 5:1)                          | Röse         |              | Bonderup, Skåne     |       | 55.646874, 13.371575 | 10119300050001 | Ladda upp en bild av detta fornminne      |
| Skeppssättningen i Södra Ugglarp (Bonderup 6:1) | Stenkrets    |              | Bonderup, Skåne     |       | 55.637317, 13.413762 | 10119300060001 | Ladda upp en till bild av detta fornminne |
| Bonderup 8:1                                    | Stensättning |              | Bonderup, Skåne     |       | 55.635104, 13.413127 | 10119300080001 | Ladda upp en bild av detta fornminne      |
| Bonderup 8:2                                    | Stensättning |              | Bonderup, Skåne     |       | 55.635030, 13.412560 | 10119300080002 | Ladda upp en bild av detta fornminne      |
| Kvinnhög (Bonderup 43:1)                        | Hög          |              | Bonderup, Skåne     |       | 55.646443, 13.360368 | 10119300430001 | Ladda upp en bild av detta fornminne      |
| Bonderup 46:1                                   | Hög          |              | Bonderup, Skåne     |       | 55.651928, 13.394986 | 10119300460001 | Ladda upp en bild av detta fornminne      |
| Bonderup 46:2                                   | Hög          |              | Bonderup, Skåne     |       | 55.651996, 13.395236 | 10119300460002 | Ladda upp en bild av detta fornminne      |
| Bonderup 46:3                                   | Hög          |              | Bonderup, Skåne     |       | 55.652218, 13.395095 | 10119300460003 | Ladda upp en bild av detta fornminne      |
| Bonderup 46:4                                   | Hög          |              | Bonderup, Skåne     |       | 55.652206, 13.395430 | 10119300460004 | Ladda upp en bild av detta fornminne      |

## Dalby
| Namn                         | Lämningstyp     | Tillkomsttid | Historisk indelning | Plats | Läge                 | ID-nr          | Bild                                 |
| ---------------------------- | --------------- | ------------ | ------------------- | ----- | -------------------- | -------------- | ------------------------------------ |
| Dalby 6:1                    | Gravfält        |              | Dalby, Skåne        |       | 55.658635, 13.379002 | 10120900060001 | Ladda upp en bild av detta fornminne |
| Dalby 9:1                    | Gravfält        |              | Dalby, Skåne        |       | 55.661386, 13.385442 | 10120900090001 | Ladda upp en bild av detta fornminne |
| Dalby 37:1                   | Hällristning    |              | Dalby, Skåne        |       | 55.686979, 13.322448 | 10120900370001 | Ladda upp en bild av detta fornminne |
| Dalby kungsgård (Dalby 40:2) | Slott/herresäte |              | Dalby, Skåne        |       | 55.664395, 13.343710 | 10120900400002 | Ladda upp en bild av detta fornminne |
| Dalby kloster (Dalby 40:3)   | Kloster         |              | Dalby, Skåne        |       | 55.664529, 13.344847 | 10120900400003 | Ladda upp en bild av detta fornminne |

## Genarp
| Namn                     | Lämningstyp         | Tillkomsttid | Historisk indelning | Plats | Läge                 | ID-nr          | Bild                                      |
| ------------------------ | ------------------- | ------------ | ------------------- | ----- | -------------------- | -------------- | ----------------------------------------- |
| Rågebacken (Genarp 1:1)  | Hög                 |              | Genarp, Skåne       |       | 55.575259, 13.365072 | 10123000010001 | Ladda upp en till bild av detta fornminne |
| Rågebacken (Genarp 1:2)  | Stensättning        |              | Genarp, Skåne       |       | 55.575352, 13.364797 | 10123000010002 | Ladda upp en till bild av detta fornminne |
| Rågebacken (Genarp 1:3)  | Stensättning        |              | Genarp, Skåne       |       | 55.575226, 13.364789 | 10123000010003 | Ladda upp en till bild av detta fornminne |
| Genarp 32:1              | Stensättning        |              | Genarp, Skåne       |       | 55.583770, 13.379645 | 10123000320001 | Ladda upp en till bild av detta fornminne |
| Genarp 33:1              | Stensättning        |              | Genarp, Skåne       |       | 55.583693, 13.378460 | 10123000330001 | Ladda upp en till bild av detta fornminne |
| Genarp 82:1              | Hög                 |              | Genarp, Skåne       |       | 55.556798, 13.389455 | 10123000820001 | Ladda upp en bild av detta fornminne      |
| Genarp 99:1              | Röse                |              | Genarp, Skåne       |       | 55.576465, 13.380080 | 10123000990001 | Ladda upp en till bild av detta fornminne |
| Genarp 424               | Hällristning        |              | Genarp, Skåne       |       | 55.591585, 13.432360 | 12000000123463 | Ladda upp en till bild av detta fornminne |
| Gyarp (Genarp 432)       | Lägenhetsbebyggelse |              | Genarp, Skåne       |       | 55.529738, 13.420564 | 12000000123713 | Ladda upp en bild av detta fornminne      |
| Hjortelöpet (Genarp 446) | Lägenhetsbebyggelse |              | Genarp, Skåne       |       | 55.530678, 13.409395 | 12000000123930 | Ladda upp en bild av detta fornminne      |

## Hardeberga
| Namn           | Lämningstyp | Tillkomsttid | Historisk indelning | Plats | Läge                 | ID-nr          | Bild                                 |
| -------------- | ----------- | ------------ | ------------------- | ----- | -------------------- | -------------- | ------------------------------------ |
| Hardeberga 4:1 | Gravfält    |              | Hardeberga, Skåne   |       | 55.688633, 13.312080 | 10124700040001 | Ladda upp en bild av detta fornminne |

## Hällestad
| Namn                                       | Lämningstyp                 | Tillkomsttid | Historisk indelning | Plats            | Läge                 | ID-nr          | Bild                                      |
| ------------------------------------------ | --------------------------- | ------------ | ------------------- | ---------------- | -------------------- | -------------- | ----------------------------------------- |
| Hällestadstenen 1 / DR 295 (Hällestad 2:1) | Runristning                 |              | Hällestad, Skåne    | Hällestads kyrka | 55.677582, 13.420764 | 10126100020001 | Ladda upp en till bild av detta fornminne |
| Hällestadstenen 3 / DR 297 (Hällestad 2:2) | Runristning                 |              | Hällestad, Skåne    | Hällestads kyrka | 55.677651, 13.420762 | 10126100020002 | Ladda upp en till bild av detta fornminne |
| Hällestadstenen 2 / DR 296 (Hällestad 2:3) | Runristning                 |              | Hällestad, Skåne    | Hällestads kyrka | 55.677834, 13.420768 | 10126100020003 | Ladda upp en till bild av detta fornminne |
| Stava sten (Hällestad 5:1)                 | Grav markerad av sten/block |              | Hällestad, Skåne    |                  | 55.667843, 13.431538 | 10126100050001 | Ladda upp en bild av detta fornminne      |
| Hällestad 14:1                             | Grav markerad av sten/block |              | Hällestad, Skåne    |                  | 55.648851, 13.442286 | 10126100140001 | Ladda upp en bild av detta fornminne      |
| Hällestad 75:1                             | Hög                         |              | Hällestad, Skåne    |                  | 55.671133, 13.408939 | 10126100750001 | Ladda upp en bild av detta fornminne      |

## Håstad
| Namn                     | Lämningstyp | Tillkomsttid | Historisk indelning | Plats | Läge                 | ID-nr          | Bild                                      |
| ------------------------ | ----------- | ------------ | ------------------- | ----- | -------------------- | -------------- | ----------------------------------------- |
| Hemmingshög (Håstad 1:1) | Hög         |              | Håstad, Skåne       |       | 55.773980, 13.218927 | 10126000010001 | Ladda upp en till bild av detta fornminne |
| Skälshög (Håstad 2:1)    | Hög         |              | Håstad, Skåne       |       | 55.772115, 13.229256 | 10126000020001 | Ladda upp en bild av detta fornminne      |

## Igelösa
| Namn                  | Lämningstyp | Tillkomsttid | Historisk indelning | Plats | Läge                 | ID-nr          | Bild                                      |
| --------------------- | ----------- | ------------ | ------------------- | ----- | -------------------- | -------------- | ----------------------------------------- |
| Tornhög (Igelösa 1:1) | Hög         |              | Igelösa, Skåne      |       | 55.757715, 13.265928 | 10127300010001 | Ladda upp en till bild av detta fornminne |
| Igelösa 2:1           | Hög         |              | Igelösa, Skåne      |       | 55.752358, 13.272761 | 10127300020001 | Ladda upp en bild av detta fornminne      |
| Igelösa 4:1           | Hög         |              | Igelösa, Skåne      |       | 55.753908, 13.274747 | 10127300040001 | Ladda upp en bild av detta fornminne      |
| Igelösa 5:1           | Hög         |              | Igelösa, Skåne      |       | 55.756659, 13.285754 | 10127300050001 | Ladda upp en bild av detta fornminne      |
| Igelösa 6:1           | Hög         |              | Igelösa, Skåne      |       | 55.763326, 13.289674 | 10127300060001 | Ladda upp en bild av detta fornminne      |

## Lund
| Namn                                     | Lämningstyp                      | Tillkomsttid | Historisk indelning | Plats     | Läge                 | ID-nr          | Bild                                      |
| ---------------------------------------- | -------------------------------- | ------------ | ------------------- | --------- | -------------------- | -------------- | ----------------------------------------- |
| Lybers hög (Lerbäckshög) (Lund 1:1)      | Hög                              |              | Lund, Skåne         |           | 55.719891, 13.184803 | 10129800010001 | Ladda upp en till bild av detta fornminne |
| Värpingehögen (Lund 2:1)                 | Hög                              |              | Lund, Skåne         |           | 55.703079, 13.160068 | 10129800020001 | Ladda upp en till bild av detta fornminne |
| Lyckebacken (Lund 3:1)                   | Hög                              |              | Lund, Skåne         |           | 55.697052, 13.163850 | 10129800030001 | Ladda upp en bild av detta fornminne      |
| Lund 5:1                                 | Gravfält                         |              | Lund, Skåne         |           | 55.696341, 13.165600 | 10129800050001 | Ladda upp en bild av detta fornminne      |
| Skivarpstenen / DR 270 (Lund 9:1)        | Runristning                      |              | Lund, Skåne         | Lundagård | 55.705807, 13.194957 | 10129800090001 | Ladda upp en till bild av detta fornminne |
| Norra Nöbbelövstenen / DR 316 (Lund 9:2) | Runristning                      |              | Lund, Skåne         | Lundagård | 55.705840, 13.194911 | 10129800090002 | Ladda upp en till bild av detta fornminne |
| Gårdstångastenen 3 / DR 331 (Lund 9:3)   | Runristning                      |              | Lund, Skåne         | Lundagård | 55.705812, 13.194852 | 10129800090003 | Ladda upp en till bild av detta fornminne |
| Vallkärrastenen / DR 317 (Lund 9:4)      | Runristning                      |              | Lund, Skåne         | Lundagård | 55.705775, 13.194793 | 10129800090004 | Ladda upp en till bild av detta fornminne |
| Gårdstångastenen 2 / DR 330 (Lund 9:5)   | Runristning                      |              | Lund, Skåne         | Lundagård | 55.705756, 13.194925 | 10129800090005 | Ladda upp en till bild av detta fornminne |
| Vallebergastenen / DR 337 (Lund 9:6)     | Runristning                      |              | Lund, Skåne         | Lundagård | 55.705766, 13.194982 | 10129800090006 | Ladda upp en till bild av detta fornminne |
| Långe Per (Lund 10:1)                    | Grav markerad av sten/block      |              | Lund, Skåne         |           | 55.682844, 13.198566 | 10129800100001 | Ladda upp en bild av detta fornminne      |
| DR 284 (Lund 11:1)                       | Runristning                      |              | Lund, Skåne         | Kulturen  | 55.704504, 13.196203 | 10129800110001 | Ladda upp en till bild av detta fornminne |
| DR 283 (Lund 11:2)                       | Runristning                      |              | Lund, Skåne         | Kulturen  | 55.704517, 13.196125 | 10129800110002 | Ladda upp en till bild av detta fornminne |
| DR 282 (Lund 11:3)                       | Runristning                      |              | Lund, Skåne         | Kulturen  | 55.704556, 13.196040 | 10129800110003 | Ladda upp en till bild av detta fornminne |
| Skårbystenen 1 / DR 280 (Lund 11:4)      | Runristning                      |              | Lund, Skåne         | Kulturen  | 55.704616, 13.196117 | 10129800110004 | Ladda upp en till bild av detta fornminne |
| Dagstorpstenen / DR 325 (Lund 11:5)      | Runristning                      |              | Lund, Skåne         | Kulturen  | 55.704650, 13.196231 | 10129800110005 | Ladda upp en till bild av detta fornminne |
| Bjäresjöstenen 2 / DR 288 (Lund 11:6)    | Runristning                      |              | Lund, Skåne         | Kulturen  | 55.704622, 13.196222 | 10129800110006 | Ladda upp en till bild av detta fornminne |
| Dalbystenen / DR 298 (Lund 11:7)         | Runristning                      |              | Lund, Skåne         | Kulturen  | 55.704578, 13.196199 | 10129800110007 | Ladda upp en till bild av detta fornminne |
| Lund 17:1                                | Stadsvall/stadsmur               |              | Lund, Skåne         |           | 55.698423, 13.187068 | 10129800170001 | Ladda upp en till bild av detta fornminne |
| S:t Drottens (Lund 28:1)                 | Kyrka/kapell                     |              | Lund, Skåne         |           | 55.702181, 13.191118 | 10129800280001 | Ladda upp en bild av detta fornminne      |
| S:t Jörgens hospital (Lund 50:2)         | Husgrund, förhistorisk/medeltida |              | Lund, Skåne         |           | 55.701590, 13.209406 | 10129800500002 | Ladda upp en till bild av detta fornminne |
| S:t Jörgens hospital (Lund 50:3)         | Kyrka/kapell                     |              | Lund, Skåne         |           | 55.701920, 13.209417 | 10129800500003 | Ladda upp en till bild av detta fornminne |
| Lund 60:1                                | Begravningsplats                 |              | Lund, Skåne         |           | 55.681886, 13.168466 | 10129800600001 | Ladda upp en till bild av detta fornminne |
| Lund 157:1                               | Hög                              |              | Lund, Skåne         |           | 55.710998, 13.153798 | 10129801570001 | Ladda upp en bild av detta fornminne      |

## Lyngby
| Namn                         | Lämningstyp                 | Tillkomsttid | Historisk indelning | Plats | Läge                 | ID-nr          | Bild                                      |
| ---------------------------- | --------------------------- | ------------ | ------------------- | ----- | -------------------- | -------------- | ----------------------------------------- |
| Lyngby 1:1                   | Hög                         |              | Lyngby, Skåne       |       | 55.609437, 13.326968 | 10130000010001 | Ladda upp en till bild av detta fornminne |
| Mångelsten (Lyngby 2:1)      | Grav markerad av sten/block |              | Lyngby, Skåne       |       | 55.593782, 13.313717 | 10130000020001 | Ladda upp en till bild av detta fornminne |
| Humlabjärsröret (Lyngby 3:1) | Grav markerad av sten/block |              | Lyngby, Skåne       |       | 55.583484, 13.348635 | 10130000030001 | Ladda upp en till bild av detta fornminne |
| Lyngby 4:1                   | Stenkrets                   |              | Lyngby, Skåne       |       | 55.584171, 13.335551 | 10130000040001 | Ladda upp en till bild av detta fornminne |
| Krutbacken (Lyngby 67:1)     | Stensättning                |              | Lyngby, Skåne       |       | 55.556390, 13.355148 | 10130000670001 | Ladda upp en bild av detta fornminne      |
| Krutbacken (Lyngby 68:1)     | Stensättning                |              | Lyngby, Skåne       |       | 55.557092, 13.355961 | 10130000680001 | Ladda upp en bild av detta fornminne      |

## Norra Nöbbelöv
| Namn                                | Lämningstyp | Tillkomsttid | Historisk indelning   | Plats | Läge                 | ID-nr          | Bild                                      |
| ----------------------------------- | ----------- | ------------ | --------------------- | ----- | -------------------- | -------------- | ----------------------------------------- |
| Ingeborgshögen (Norra Nöbbelöv 2:1) | Hög         |              | Norra Nöbbelöv, Skåne |       | 55.723966, 13.146661 | 10131300020001 | Ladda upp en bild av detta fornminne      |
| Tornahög (Norra Nöbbelöv 3:1)       | Hög         |              | Norra Nöbbelöv, Skåne |       | 55.738389, 13.145765 | 10131300030001 | Ladda upp en bild av detta fornminne      |
| Rävshög (Norra Nöbbelöv 4:1)        | Hög         |              | Norra Nöbbelöv, Skåne |       | 55.726119, 13.161713 | 10131300040001 | Ladda upp en till bild av detta fornminne |
| Norra Nöbbelöv 14:2                 | Hög         |              | Norra Nöbbelöv, Skåne |       | 55.732901, 13.145361 | 10131300140002 | Ladda upp en bild av detta fornminne      |
| Norra Nöbbelöv 17:1                 | Hög         |              | Norra Nöbbelöv, Skåne |       | 55.728193, 13.145949 | 10131300170001 | Ladda upp en bild av detta fornminne      |
| Laxmanshög (Norra Nöbbelöv 18:1)    | Hög         |              | Norra Nöbbelöv, Skåne |       | 55.719138, 13.147431 | 10131300180001 | Ladda upp en bild av detta fornminne      |
| Norra Nöbbelöv 19:1                 | Hög         |              | Norra Nöbbelöv, Skåne |       | 55.732052, 13.145465 | 10131300190001 | Ladda upp en bild av detta fornminne      |

## Odarslöv
| Namn                        | Lämningstyp    | Tillkomsttid | Historisk indelning | Plats | Läge                 | ID-nr          | Bild                                      |
| --------------------------- | -------------- | ------------ | ------------------- | ----- | -------------------- | -------------- | ----------------------------------------- |
| Odarslöv 2:1                | Hög            |              | Odarslöv, Skåne     |       | 55.756861, 13.240448 | 10131800020001 | Ladda upp en bild av detta fornminne      |
| Odarslöv 3:1                | Hög            |              | Odarslöv, Skåne     |       | 55.757232, 13.242020 | 10131800030001 | Ladda upp en till bild av detta fornminne |
| Sladderhögen (Odarslöv 5:1) | Hög            |              | Odarslöv, Skåne     |       | 55.769012, 13.245872 | 10131800050001 | Ladda upp en till bild av detta fornminne |
| Borghög (Odarslöv 7:1)      | Hög            |              | Odarslöv, Skåne     |       | 55.752303, 13.272270 | 10131800070001 | Ladda upp en bild av detta fornminne      |
| Odarslöv 12:1               | Hög            |              | Odarslöv, Skåne     |       | 55.758108, 13.246249 | 10131800120001 | Ladda upp en bild av detta fornminne      |
| Palekullen (Odarslöv 13:1)  | Hög            |              | Odarslöv, Skåne     |       | 55.757709, 13.248824 | 10131800130001 | Ladda upp en bild av detta fornminne      |
| Odarslöv 15:1               | Stenkammargrav |              | Odarslöv, Skåne     |       | 55.759181, 13.227641 | 10131800150001 | Ladda upp en bild av detta fornminne      |
| Odarslöv 19:2               | Hög            |              | Odarslöv, Skåne     |       | 55.753849, 13.241247 | 10131800190002 | Ladda upp en bild av detta fornminne      |

## Revinge
| Namn                  | Lämningstyp | Tillkomsttid | Historisk indelning | Plats | Läge                 | ID-nr          | Bild                                 |
| --------------------- | ----------- | ------------ | ------------------- | ----- | -------------------- | -------------- | ------------------------------------ |
| Klinten (Revinge 3:1) | Hög         |              | Revinge, Skåne      |       | 55.729466, 13.442052 | 10132400030001 | Ladda upp en bild av detta fornminne |

## Stora Råby
| Namn                         | Lämningstyp | Tillkomsttid | Historisk indelning | Plats | Läge                 | ID-nr          | Bild                                      |
| ---------------------------- | ----------- | ------------ | ------------------- | ----- | -------------------- | -------------- | ----------------------------------------- |
| Björnshög (Stora Råby 1:1)   | Hög         |              | Stora Råby, Skåne   |       | 55.681889, 13.235355 | 10135300010001 | Ladda upp en till bild av detta fornminne |
| Trehögarna (Stora Råby 31:1) | Hög         |              | Stora Råby, Skåne   |       | 55.697395, 13.242642 | 10135300310001 | Ladda upp en bild av detta fornminne      |

## Stångby
| Namn                              | Lämningstyp  | Tillkomsttid | Historisk indelning | Plats | Läge                 | ID-nr          | Bild                                      |
| --------------------------------- | ------------ | ------------ | ------------------- | ----- | -------------------- | -------------- | ----------------------------------------- |
| Tornhögen (Stångby 1:1)           | Hög          |              | Stångby, Skåne      |       | 55.773334, 13.180825 | 10135500010001 | Ladda upp en till bild av detta fornminne |
| Tornhögen (Stångby 1:2)           | Hällristning |              | Stångby, Skåne      |       | 55.773330, 13.180757 | 10135500010002 | Ladda upp en bild av detta fornminne      |
| Sodhög eller Sothög (Stångby 2:1) | Hög          |              | Stångby, Skåne      |       | 55.777163, 13.166572 | 10135500020001 | Ladda upp en bild av detta fornminne      |
| Stångby 5:1                       | Hög          |              | Stångby, Skåne      |       | 55.757516, 13.174049 | 10135500050001 | Ladda upp en bild av detta fornminne      |
| Stångby 11:1                      | Hög          |              | Stångby, Skåne      |       | 55.736103, 13.204168 | 10135500110001 | Ladda upp en bild av detta fornminne      |

## Södra Sandby
| Namn                        | Lämningstyp      | Tillkomsttid | Historisk indelning | Plats | Läge                 | ID-nr          | Bild                                 |
| --------------------------- | ---------------- | ------------ | ------------------- | ----- | -------------------- | -------------- | ------------------------------------ |
| Glumslöv (Södra Sandby 6:1) | Borg             |              | Södra Sandby, Skåne |       | 55.719698, 13.264234 | 10136600060001 | Ladda upp en bild av detta fornminne |
| Södra Sandby 7:1            | Gravfält         |              | Södra Sandby, Skåne |       | 55.720680, 13.274344 | 10136600070001 | Ladda upp en bild av detta fornminne |
| Södra Sandby 27:1           | Hög              |              | Södra Sandby, Skåne |       | 55.737106, 13.372867 | 10136600270001 | Ladda upp en bild av detta fornminne |
| Södra Sandby 80:1           | Begravningsplats |              | Södra Sandby, Skåne |       | 55.748471, 13.352016 | 10136600800001 | Ladda upp en bild av detta fornminne |
| Södra Sandby 82:1           | Hällristning     |              | Södra Sandby, Skåne |       | 55.748662, 13.350403 | 10136600820001 | Ladda upp en bild av detta fornminne |

## Vallkärra
| Namn                        | Lämningstyp  | Tillkomsttid | Historisk indelning | Plats | Läge                 | ID-nr          | Bild                                 |
| --------------------------- | ------------ | ------------ | ------------------- | ----- | -------------------- | -------------- | ------------------------------------ |
| Harpehög (Vallkärra 3:1)    | Hög          |              | Vallkärra, Skåne    |       | 55.749170, 13.180218 | 10138800030001 | Ladda upp en bild av detta fornminne |
| Toll hög (Vallkärra 9:1)    | Hög          |              | Vallkärra, Skåne    |       | 55.730680, 13.178314 | 10138800090001 | Ladda upp en bild av detta fornminne |
| Kungshögen (Vallkärra 10:1) | Hög          |              | Vallkärra, Skåne    |       | 55.728032, 13.179437 | 10138800100001 | Ladda upp en bild av detta fornminne |
| Vallkärra 42:1              | Hällristning |              | Vallkärra, Skåne    |       | 55.744476, 13.172556 | 10138800420001 | Ladda upp en bild av detta fornminne |

## Veberöd
| Namn                      | Lämningstyp | Tillkomsttid | Historisk indelning | Plats | Läge                 | ID-nr          | Bild                                 |
| ------------------------- | ----------- | ------------ | ------------------- | ----- | -------------------- | -------------- | ------------------------------------ |
| Jättgraven (Veberöd 13:1) | Hög         |              | Veberöd, Skåne      |       | 55.628541, 13.458862 | 10139000130001 | Ladda upp en bild av detta fornminne |
| Veberöd 108               | Hög         |              | Veberöd, Skåne      |       | 55.628817, 13.459694 | 12000000109931 | Ladda upp en bild av detta fornminne |

## Västra Hoby
| Namn                            | Lämningstyp    | Tillkomsttid | Historisk indelning | Plats | Läge                 | ID-nr          | Bild                                      |
| ------------------------------- | -------------- | ------------ | ------------------- | ----- | -------------------- | -------------- | ----------------------------------------- |
| Algots hög (Västra Hoby 1:1)    | Hög            |              | Västra Hoby, Skåne  |       | 55.780091, 13.193898 | 10140200010001 | Ladda upp en bild av detta fornminne      |
| Danshögarna (Västra Hoby 3:1)   | Hög            |              | Västra Hoby, Skåne  |       | 55.788713, 13.141587 | 10140200030001 | Ladda upp en till bild av detta fornminne |
| Danshögarna (Västra Hoby 3:2)   | Hög            |              | Västra Hoby, Skåne  |       | 55.788772, 13.142162 | 10140200030002 | Ladda upp en till bild av detta fornminne |
| Danshögarna (Västra Hoby 4:1)   | Stenkammargrav |              | Västra Hoby, Skåne  |       | 55.789817, 13.140578 | 10140200040001 | Ladda upp en till bild av detta fornminne |
| Sönnerhög (Västra Hoby 6:1)     | Hög            |              | Västra Hoby, Skåne  |       | 55.782662, 13.162296 | 10140200060001 | Ladda upp en bild av detta fornminne      |
| Västra Hoby 7:1                 | Hög            |              | Västra Hoby, Skåne  |       | 55.779451, 13.164139 | 10140200070001 | Ladda upp en till bild av detta fornminne |
| Prästahögarna (Västra Hoby 8:1) | Hög            |              | Västra Hoby, Skåne  |       | 55.780276, 13.164357 | 10140200080001 | Ladda upp en bild av detta fornminne      |
| Tranhög (Västra Hoby 9:1)       | Hög            |              | Västra Hoby, Skåne  |       | 55.777050, 13.155405 | 10140200090001 | Ladda upp en bild av detta fornminne      |
| Krutmöllan (Västra Hoby 11:2)   | Kvarn          |              | Västra Hoby, Skåne  |       | 55.793135, 13.180899 | 10140200110002 | Ladda upp en till bild av detta fornminne |